# ويليام إس. داي
ويليام إس. داي (بالإنجليزية: William S. Day)‏ هو سياسي أمريكي، ولد في 31 يناير 1923 في روكفورد في الولايات المتحدة، وتوفي في 27 مايو 1984 في سبوكين في الولايات المتحدة. انتخب عضو مجلس نواب واشنطن.